# Pierre & Isa
Pierre & Isa (Originaltitel: La Compète) ist eine französische Wintersport-Zeichentrickserie aus den Jahren 1991 bis 1992, die von Jacques Peyrache und Pixibox produziert wurde. Die Serie entstand im Vorfeld der Olympischen Winterspiele 1992 im französischen Albertville. Die Animationsarbeiten wurden vom nordkoreanischen SEK-Trickfilmstudio durchgeführt.

## Handlung
Die fiktive Republik Ankor schickte ihre besten Athleten zur Winterolympiade. Die seit früher Kindheit befreundeten Wintersportler Pierre und Isa treten hierbei in verschiedenen Disziplinen an. Unterstützt werden sie vom gemeinsamen Trainer Herr Albert, dem Koch Bob, dem Computerfreak Ernest, welcher für diverse theoretische Lösungen bereitsteht, dem Maskottchen Floppy und zwei weiteren Sportteamkollegen. Die düsteren Gegenspieler sind die Teilnehmer des ebenso fiktiven Fürstentums Nessir, welche stets versucht sind die Sporterfolge von Pierre und Isa mit zum Teil üblen Tricks streitig zu machen. Hubert und seine Freundin Prinzessin Ingrid stellen die direkten Konkurrenten dar und befinden sich in jeder Episode im direkten Konkurrenzkampf mit Pierre und Isa. Unterstützt wird dieses Duo vom ‚Handlanger‘ Carlo und den Finanziers und Zwillings-Trainergespann Baden und Baden. Nichtsdestotrotz können sich Pierre und Isa immer wieder aus den misslichen Situationen der Nessir-Teilnehmer befreien und gehen gegen Ende der Episode als Sieger hervor – sehr zum Missfallen von Ingrid und Hubert.

## Synchronisation
| Rolle             | Französischer Sprecher | Deutscher Sprecher |
| ----------------- | ---------------------- | ------------------ |
| Erzähler          | Joël Martineau         | Helgo Liebig       |
| Pierre            | Alexandre Gillet       | Christian Stark    |
| Isa               | Dominique Chauby       | Simone Seidenberg  |
| Ernest            | Gilles Tamiz           | Marek Harloff      |
| Hubert            | Franck Capillery       | Marc Seidenberg    |
| Prinzessin Ingrid | Magali Barney          | N/A                |
| Mr Albert         | Benoît Allemane        | Ben Hecker         |
| Marianne          | Marie Martine          | N/A                |
| Carlo, Bob        | Bernard Métraux        | Walter Wigand      |
| Baden 1           | Gérard Hernandez       | Jörg Gillner       |
| Baden 2           | Patrick Préjean        | N/A                |
| Floppy            | Brigitte Lecordier     | N/A                |

## Episoden und Ausstrahlung
Insgesamt wurden 26 Episoden produziert, welche in Frankreich erstmals auf Antenne 2 im Jahr 1991 und in Deutschlands erstmals am 4. Januar 1993 auf Pro 7 ausgestrahlt wurden. Das letzte Mal wurde die Serie in den Jahren 1994 und 1995 auf Kabel 1 gezeigt. Seitdem erfolgte keine weitere Ausstrahlung mehr.
| Nr. | Deutscher Titel           | Originaltitel                  | Erstausstrahlung Frankreich | Deutschsprachige Erstausstrahlung (D) | Drehbuch    |
| --- | ------------------------- | ------------------------------ | --------------------------- | ------------------------------------- | ----------- |
| 1   | Das Olympische Feuer      | La Flamme Olympique            | 1991                        | 4. Jan. 1993                          | Paul Nougha |
| 2   | Gold mit Siebzehn         | L’Anniversaire D’Isa           | 1991                        | 5. Jan. 1993                          | Paul Nougha |
| 3   | Im Eiskanal               | Les Grands Moyens              | 1991                        | 6. Jan. 1993                          | Paul Nougha |
| 4   | Der schönste Sieg         | Le Secret De Pierre            | 1991                        | 7. Jan. 1993                          | Paul Nougha |
| 5   | Betrug am 27. Tor         | La 27eme Port                  | 1991                        | 8. Jan. 1993                          | Paul Nougha |
| 6   | Abrakadabra               | Abrakadabra                    | 1991                        | 11. Jan. 1993                         | Paul Nougha |
| 7   | Isas zweiter Lauf         | Qu’est-ce Qui Fait Courir Isa? | 1991                        | 12. Jan. 1993                         | Paul Nougha |
| 8   | Der Schneemensch          | Le Yeti                        | 1991                        | 13. Jan. 1993                         | Paul Nougha |
| 9   | Wettlauf mit dem Tod      | Course Contre Le Mort          | 1991                        | 14. Jan. 1993                         | Paul Nougha |
| 10  | Der Schwur der Musketiere | Les Mousquetaires              | 1991                        | 15. Jan. 1993                         | Paul Nougha |
| 11  | Die List der Prinzessin   | La Zizanie                     | 1991                        | 18. Jan. 1993                         | Paul Nougha |
| 12  | Wo ist Floppy?            | Les Ankoriennes                | 1991                        | 19. Jan. 1993                         | Paul Nougha |
| 13  | Zauber auf dem Eis        | Mystere Au Clair De Lune       | 1991                        | 20. Jan. 1993                         | Paul Nougha |
| 14  | Das Erfolgsrezept         | La Recette Du Succes           | 1991                        | 21. Jan. 1993                         | Paul Nougha |
| 15  | Souvenirs, Souvenirs      | Le Troc                        | 1991                        | 22. Jan. 1993                         | Paul Nougha |
| 16  | Der rasende Curlingstein  | Angoisse                       | 1991                        | 25. Jan. 1993                         | Paul Nougha |
| 17  | Die Wunderkufen           | L’Ankorium 250                 | 1991                        | 26. Jan. 1993                         | Paul Nougha |
| 18  | Der neue Sponsor          | Pas De Fumee Sans Feu          | 1991                        | 27. Jan. 1993                         | Paul Nougha |
| 19  | Gespenster im Schnee      | Copies Conformes               | 1991                        | 28. Jan. 1993                         | Paul Nougha |
| 20  | Brunnenvergifter          | Menaces                        | 1991                        | 29. Jan. 1993                         | Paul Nougha |
| 21  | Verräter wider Willen     | Trahison                       | 1991                        | 1. Feb. 1993                          | Paul Nougha |
| 22  | Fröhliche Zecher          | A Ta Sante                     | 1991                        | 2. Feb. 1993                          | Paul Nougha |
| 23  | Die schwarze Flagge       | Le Trou                        | 1991                        | 3. Feb. 1993                          | Paul Nougha |
| 24  | Omas Pillen               | Machination                    | 1991                        | 4. Feb. 1993                          | Paul Nougha |
| 25  | Die Entführung            | L’Otage                        | 1991                        | 5. Feb. 1993                          | Paul Nougha |
| 26  | Das große Finale          | Coup De Froid                  | 1991                        | 8. Feb. 1993                          | Paul Nougha |